# Exechia aitkeni
Exechia aitkeni är en tvåvingeart som först beskrevs av Lane 1960.  Exechia aitkeni ingår i släktet Exechia och familjen svampmyggor. Inga underarter finns listade i Catalogue of Life.